# モナ・リサ
モナ・リサ（Mona Lisa）の芸名で知られる、キンバリー・リードベター（Kimberly Leadbetter、1979年11月20日 - ）は、ポップスおよびR&Bのシンガーソングライター、女優、モデル、音楽プロデューサー。
彼女は、ヒップホップ・グループのロスト・ボーイズをフィーチャーしたデビュー・シングル「Can't Be Wasting My Time」で最もよく知られている。このシングルはデビュー・アルバム『“11-20-79” モナ・リサ誕生』同様に、映画『ドント・ビー・ア・メナス〜ポップ・ガン/サウスセントラル狂騒曲』のサウンドトラックにも収録されている。
2011年、レーベルメイトのDLとのコラボレーション「First Klass (That Lyfe)」がデジタル・シングルとしてリリースされた。これはDLによる『King of Paper Chasin'』サウンドトラックのリード・シングルとなっている。彼女の歌「Once Upon a Time」（デニス・クーパー作）が、2012年に公開された映画『The Heart Specialist』に登場した。

## ディスコグラフィ

### スタジオ・アルバム
- 『“11-20-79” モナ・リサ誕生』 - 11-20-79 (1996年、Island)

### シングル
- "Can't Be Wasting My Time" (1996年) ※featuring ロスト・ボーイズ
- "You Said" (1996年)
- 「ユー・ゲイヴ・ミー・ラヴ 」 - "You Gave Me Love" (1996年)
- 「ジャスト・ワナ・プリーズ・ユー」 - "Just Wanna Please U" (1997年) ※featuring The LOX
- "Peach" (1998年)
- "Girls" (2004年) ※with キャムロン
- "Get At Me" (2007年) ※with Sonja Blade
- "First Klass (That Lyfe)" (2011年) ※with DL (King of Paper Chasin' soundtrack)

### 参加オムニバス・アルバム
- Special Gift (1997年、Island) ※「Silent Night」で参加
- 『WOO オリジナル・サウンドトラック』 - Woo (Music From The Motion Picture) (1998年、Epic) ※「Get'n It On」で参加
- The Heart Specialist soundtrack (2012年) ※「Once Upon a Life」で参加

### 参加楽曲
- Bak2bassiks : "I Can Feel Desire" (1995年) ※シングル
- リル・キム : "Time To Shine" (1996年) ※アルバム『Don't Be A Menace To South Central While Drinking Your Juice In The Hood (The Soundtrack)』収録
- ロスト・ボーイズ : "Music Makes Me High" (1996年) ※アルバム『リーガル・ドラッグ・マネー』収録（クレジットなし）
- ロスト・ボーイズ : "Renee" (1996年) ※シングル（クレジットなし）
- Voices of Theory : "Somehow" (1997年) ※シングル with Kurupt
- DJ Famous : "Fever" (2001年) ※『mixtape 15: R&B is Needed』収録
- Head Crack : "Thug Love" (2009年) ※『Handle My Business』収録